# Aphthona merkli
Aphthona merkli es una especie de coleóptero de la familia Chrysomelidae. Fue descrita científicamente por primera vez en 1994 por Gruev.